# Momoria humilis
Momoria humilis är en insektsart som beskrevs av Carl Stål 1864. Momoria humilis ingår i släktet Momoria och familjen dvärgstritar. Inga underarter finns listade i Catalogue of Life.